# 송라이터 명예의 전당
송라이터 명예의 전당(영어: Songwriters Hall of Fame, SHOF)은 1969년 송라이터 조니 머서, 송라이터이자 출판가 에이브 올먼, 출판가인 호이 리치먼드가 설립한 기관이다.
명예의 전당은 로스앤젤레스에 있는 그래미 뮤지엄 엣 L.A. 라이브에 온라인으로 처음 전시된 2010년 이후로만 존재했다. 뉴욕의 브릴 빌딩의 지하에 공사가 완료될 때까지 홀에는 영구 거주지가 없으며 시상식은 방송되지 않기 때문에 후대를 위한 행사에 대한 디지털 녹음이 없다.